# Gynatoma pygmaea
Gynatoma pygmaea är en tvåvingeart som beskrevs av Collin 1928. Gynatoma pygmaea ingår i släktet Gynatoma och familjen dansflugor. Inga underarter finns listade i Catalogue of Life.